# Фридштейн, Юрий Германович
Юрий Германович Фридштейн (род. 3 июня 1948, Москва) — советский и российский театровед, литературовед, библиограф. Кандидат искусствоведения.

## Биография
Сын мастера Германа Фридштейна.
Окончил Московский государственный университет им. М. В. Ломоносова (1970).
В 1979 году защитил диссертацию на соискание учёной степени кандидата искусствоведения по теме «Социальная английская драматургия 1960-70 годов и театр Эдварда Бонда».
С 1970 года — сотрудник Всероссийской государственной библиотеки иностранной литературы. С 1990 года — заведующий отделом. В настоящее время работает директором Научно-библиографического центра ВГБИЛ.

## Научная деятельность
Наиболее известны труды Фридштейна в области шекспироведения и российской судьбы шекспировского наследия. Фридштейном собраны и опубликованы обширные материалы по истории переводов Шекспира на русский язык и постановок шекспировских пьес на российской сцене. Фридштейну принадлежат также статьи и библиографические публикации, посвящённые творчеству Юджина О’Нила, Торнтона Уайлдера, Тома Стоппарда и др.
Как театровед Фридштейн является автором многочисленных рецензий, а также книги «Анатолий Эфрос — поэт театра» (1993).

### Научные труды
Монографии:
- Анатолий Эфрос — поэт театра. — М. : Театр А. Чехова, 1993. — 160 с.
- Спектакль — любовь моя. — М.: РИО Моск. гос. консерватории им. П. И. Чайковского, 2004. — 533 с. ISBN 5-89598-143-7
- Продолжение театрального сюжета. — М.: [б. и.], 2008. — 290 с. ISBN 978-5-85941-184-9
- Праздники по будням. — М.: Центр книги Рудомино, 2010. — 296 с. ISBN 978-5-7380-0361-5
- Сорок лет, или Жизнь критика: спектакли…книги…люди… — М.: Бослен, 2018. — 399 с. ISBN 978-5-91187-320-2

Составление и научная редакция:
- Юджин О’Нил : Биобиблиогр. указ. / сост. и авт. вступит. статьи Ю. Г. Фридштейн. — М.: Книга, 1982. — 108 с. (Писатели зарубежных стран).
- «Все речи я сберег в душевной глубине…»: жемчужины мировой поэзии в переводах Ивана Бунина / сост. Ю. Г. Фридштейн. — М.: Центр кн. Рудомино, 2013. — 447 с. ISBN 978-5-905626-87-6
- «Записки о Московии» Сигизмунда Герберштейна в зеркале русской исторической мысли, 1817—2017 / сост. и отв. ред.: Ю. Г. Фридштейн. — М.: Центр книги Рудомино, 2018. — 239 с. ISBN 978-5-00087-156-0 : 1000 экз.